# Адонц, Гайк Георгиевич
Гайк Георгиевич Адонц (1.08.1892, в анкетах с 1922 года указывал другой год 1897 — 20 февраля 1938, Ленинград) — советский журналист и литературный критик, псевдонимы Г. А., П—бургский, Петербургский.

## Биография
Родился в Елизаветпольской губернии, Зангезурский уезд, село Пирнуат в армянской семье мещан. Окончил в 1916 году Петроградское коммерческое училище и поступил на экономическое отделение в Петроградский политехнический институт.  В декабре 1916 года перевелся во Владимирское военное училище. В 1918 - 1920 годах служил в Красной Армии. Член РКП(б) с 1919 года. В августе 1922 года окружным военно-редакционным советом Петроградского военного округа откомандирован в ППИ для продолжения учёбы. Окончил Петроградский политехнический институт по специальности экономист. Жил и работал в Петрограде, сотрудник журналов и газет, критик пролеткультовского толка. В 1920-х редактор журнала «Жизнь искусства». Политический редактор издательства АН СССР в середине 1930-х. Затем заведующий отделом науки газеты «Ленинградская правда». Арестован 28 июля 1937, обвинялся по 58-й статье, частям 10 и 11, УК РСФСР. Рекомендация к расстрелу выслана на утверждение В. Е. Цесарским. Приговорён выездной сессией Военной коллегии Верховного суда СССР в Ленинграде 20 февраля 1938 года к ВМН. Расстрелян в день вынесения обвинительного приговора.

## Публикации
- Адонц Г. Г. О поэзии Есенина. — «Жизнь искусства», Л., 1925, № 34, 25 августа, стр. 10 — 11; № 35, стр.9 — 10.